# Marc de Launay
Pour les articles homonymes, voir Buhot et Launay.
Marc Buhot de Launay, né en 1949, est un philosophe et traducteur français de philosophie et de littérature allemande.

## Biographie
Marc Buhot de Launay est chercheur au CNRS en philosophie (Archives Husserl de Paris - ENS-Ulm). Il est également enseignant à l'ENS-Ulm.
Ses travaux portent essentiellement sur la philosophie allemande, en particulier sur Friedrich Nietzsche, les divers courants du néokantisme (école de Marbourg, école de Bade), la philosophie du langage et l'herméneutique (celle de Friedrich Schleiermacher, mais aussi l'herméneutique biblique et le judaïsme allemand au tournant du XXe siècle).
Il a été professeur de traduction d'allemand au Centre Européen de Traduction Littéraire et professeur de philosophie à l'Institut Catholique de Paris.
Il a traduit notamment des textes de Hannah Arendt, Dietrich Bonhoeffer, Nicolas Born, Franz Brentano, Martin Buber, Ernst Cassirer, Hermann Cohen, Jürgen Habermas, Peter Handke, Edmund Husserl, Ernst Jünger, Franz Kafka, Gotthold Ephraim Lessing, Theodor Litt, Georg Christoph Lichtenberg, Alexius Meinong, Friedrich Nietzsche, Heinrich Rickert, Rainer Maria Rilke, Franz Rosenzweig, Gershom Scholem, Josef Simon, Leo Strauss ou Ernst Troeltsch.
Marc de Launay dirige l'édition de travaux de Nietzsche dans la collection la Bibliothèque de la Pléiade.

## Publications
- avec François Azouvi, La critique et la conviction, entretien avec Paul Ricœur, Paris, Calmann-Lévy, 1995.
- (dir. et trad.), Néokantismes et théorie de la connaissance, textes de Hermann Cohen, Paul Natorp, Ernst Cassirer, et al., avec la collab. de Carole Prompsy, Isabelle Thomas-Fogiel, Éric Dufour et Jean Seidengart, Paris, Vrin, 2000, coll. "Bibliothèque des textes philosophiques".
- Une reconstruction rationnelle du judaïsme. Sur Hermann Cohen : 1842-1918, Genève, Labor et Fides, 2002, coll. "Religions en perspective".
- avec Stéphane Mosès et Olivier Revault d'Allonnes, Le sacrifice d'Abraham : la ligature d'Isaac, Paris, Desclée de Brouwer, 2002.
- avec Pierre Bouretz et Jean-Louis Schefer, La Tour de Babel, Paris, Desclée de Brouwer, 2003.
- avec Marc Crépon (dir.), La philosophie au risque de la promesse, avec Jacques-Olivier Bégot, Jean-Louis Chrétien, Jacques Derrida et al., Paris, Bayard, 2004.
- Qu'est-ce que traduire ?, Paris, Vrin, 2006, coll. "Chemins philosophiques".
- Lectures philosophiques de la Bible : Babel et logos, Paris, Hermann, 2007, collection "Le Bel Aujourd'hui".
- Lectures philosophiques de la Bible: L'événement du texte, Paris, Hermann, 2015, collection "Le Bel Aujourd'hui".
- Nietzsche et la race, Paris, Le Seuil, 2019.
- Peinture et philosophie, Paris, Cerf, 2021, collection "Passages".

### Traductions
- L'imitation de la nature et autres essais esthétiques, avec Isabelle Kalinowski, Paris, Hermann, 2010, coll. "Le Bel Aujourd'hui".